# Жильцов, Юрий Иванович
Юрий Иванович Жильцов (13 апреля 1940, Кострома, РСФСР — 21 декабря 2009) — советский партийный и государственный деятель, и. о. председателя Алтайского крайисполкома (1990). Политик, энергетик, поэт.

## Биография
Окончил Томский государственный политехнический институт в 1962 году, ВПШ при ЦК КПСС в 1979 году, кандидат экономических наук. В 1963—1968 годах — руководитель группы режимов диспетчерской службы энергоуправления; 1968—1971 — командировка в Монголию по оказанию помощи в становлении энергосистемы; 1971—1973 — заместитель управляющего энергосистемой «Барнаулэнерго»; 1973—1976 — инструктор, заместитель заведующего отделом промышленности Алтайского крайкома КПСС; 1976—1979 — второй секретарь Новоалтайского горкома КПСС; 1979—1981 — управляющий энергосистемой «Барнаулэнерго»; 1981—1986 — заместитель председателя Алтайского крайисполкома; 1986—1988 — первый секретарь Барнаульского горкома КПСС; 1988—1990 — второй секретарь Алтайского крайкома КПСС, с 3 по 6 февраля 1990 года исполнял обязанности первого секретаря крайкома; с апреля 1990 до 8 октября 1991 года — председатель исполнительного комитета Алтайского краевого Совета народных депутатов.
Избирался депутатом Барнаульского городского, Алтайского краевого Советов народных депутатов; Депутат Верховного Совета РСФСР 10 созыва.
Народный депутат РСФСР (1990—1993), был членом Совета Национальностей Верховного Совета РФ, заместителем Председателя Комитета Верховного Совета по вопросам работы Советов народных депутатов и развитию самоуправления.
Награжден орденом Трудового Красного Знамени.
Похоронен в Москве на Троекуровском кладбище.
В 2015 году была открыта мемориальная доска на проспекту Ленина, дом 42

## Личная жизнь
Супруга — Жильцова Руфина Михайловна (8 июля 1939 — август 2014), лауреат премии Ленинского комсомола Amman 1978 года в области литературы, искусства и журналистики. В 1980 году ей присвоено почётное звание «Заслуженный работник культуры РСФСР». Была организатором Алтайской краевой юношеской библиотеки и краевых курсов повышения квалификации советских работников.
Сын — Жильцов Юрий Юрьевич. Энергетик, бизнесмен.
Внучки — Жильцова Юлия Юрьевна, Жильцова Елизавета Юрьевна.

## Политические взгляды
Являлся сторонником решительного проведения политической реформы, сосредоточения деятельности КПСС на идеологии. Выступал за расширение самостоятельности регионов в составе РФ. Поддерживал экологическое движение, в частности, требования по прекращению атомных испытаний на Семипалатинском полигоне. В Верховном Совете РСФСР принимал участие в работе фракций и групп «Коммунисты России», «Коммунисты за демократию», был членом фракции «Свободная Россия».

## Литературная деятельность
Автор ряда книг, сборников стихов: «Я люблю тебя, Алтай» (1997), «Яблочный спас» (2000), «Урочный час» (2001), «Знак уходящего лета» (2002), «Души российской взгляд» (2004), «Рассудит жизнь» (в 2 т., 2005), «Разнотравье» (2006). Входил в состав Московской городской организации Союза писателей России. Награждён почетным дипломом «Золотое перо Московии» (2002), медалью «50 лет Московской городской организации Союза писателей РФ» (2005) и литературной премией имени А. С. Грибоедова «За верное служение отечественной литературе» (2008).